# Slag bij Spring Hill
De Slag bij Spring Hill vond plaats op 29 november 1864 bij Spring Hill in Maury County in de staat Tennessee tijdens de Amerikaanse Burgeroorlog. Het Zuidelijke Army of Tennessee onder leiding van luitenant-generaal John Bell Hood viel een Noordelijke strijdmacht aan onder leiding van generaal-majoor John M. Schofield terwijl die zich terugtrok vanuit Columbia, Tennessee via Spring Hill. De Zuidelijken slaagden er niet in om de Noordelijke te laten bloeden door een reeks van problemen met de communicatie van de bevelen. Schofield kon vrijwel ongeschonden de veiligheid van Franklin bereiken. Hood zat op Schofields hielen en viel de volgende dag de Noordelijke stellingen tijdens de tweede slag bij Franklin aan met zware Zuidelijke verliezen tot gevolg.

## Achtergrond
Na een pauze van drie weken waarbij Hood de nodige voorraden had laten aanrukken en ook op de komst van generaal-majoor Forrests cavalerie wachtte, vertrok zijn Army of Tennessee op 21 november vanuit Florence. Zijn leger rukte op in drie colonnes met het korps van generaal-majoor Benjamin F. Cheatham op de linkerflank, het korps van luitenant-generaal Stephen D. Lee in het centrum en het korps van luitenant-generaal Alexander P. Stewart op de rechterflank. De opmars werd gedekt door de cavalerie van Forrest. Ondertussen trok Schofield zich terug in noordelijke richting van Pulaski naar Columbia. De Noordelijken waren als eerste in Columbia en wierpen borstweringen op.
Tussen 24 november en 29 november vonden er schermutselingen plaats rond Columbia. Op 28 november kreeg Schofield het bevel om zich terug te trekken naar Franklin. Het XVI Corps van generaal-majoor Andrew J. Smith werd verwacht en Schofield wou samen met Smith stand houden aan de Harpeth rivier bij Franklin. Schofield stuurde zijn bagagetrein vooruit met elementen van het IV Corps onder leiding van brigadegeneraal George D. Wagner. Dezelfde dag stuurde Hood drie cavaleriedivisies van Forrest over de rivier en rukte op in noordelijke richting.
Op 29 november stuurde Hood de korpsen van Cheatham en Stewart via Davis’s Ford ten oosten van Columbia de Duck rivier over. Het korps van Lee en het merendeel van de Zuidelijke artillerie bleef voor Columbia om de vijand te overtuigen dat ze tot de aanval zouden overgaan. Hood wou zijn leger tussen die van Schofield en Thomas manoeuvreren om eerst Schofield te verslaan terwijl die zich terugtrok naar Franklin. De voorhoede werd gevormd door het korps van Cheatham. Daarna kwam het korps van Stewart en de enige divisie van Lees korps die niet voor Columbia lag, namelijk die van generaal-majoor Edward "Allegheny" Johnson.
In de loop van de dag vonden er voortdurend schermutselingen plaats tussen de cavalerie van Wilson en Forrest. De opmars van 4000 cavaleristen van Forrest had de Noordelijke cavalerie weggelokt waardoor de Zuidelijke infanterie ongestoord zijn opmars kon verderzetten. Tegen 10.00u op 29 november dirigeerde Forrest zijn manschappen in westelijke richting naar Spring Hill. Wilsons boodschappen naar Schofield over de opmars van Hood werden niet onmiddellijk geloofd. Het was pas in de vroege ochtend van 29 november dat Schofield begreep dat Lee slechts een afleidingsmanoeuvre was. Hij stuurde Stanley met het de divisie van brigadegeneraal Nathan Kimball en de reserve artillerie in noordelijke richting. In eerste instantie dienden ze de bagagetrein te beschermen. Maar al snel kregen ze de opdracht om het kruispunt bij Spring Hill in handen te houden zodat de rest van het Noordelijke leger kon passeren naar Franklin.

## De slag

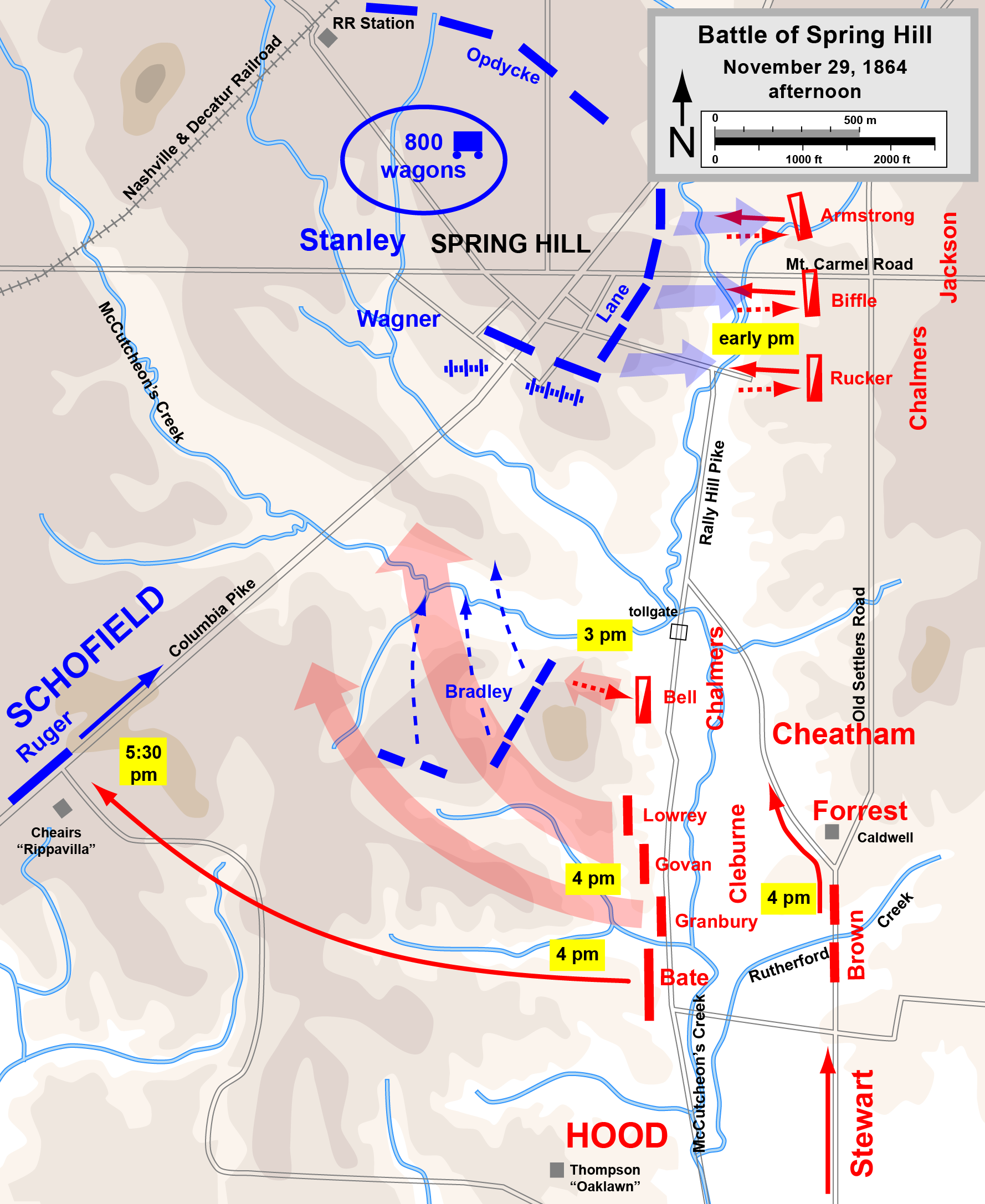
De slag bij Spring Hill in de namiddag van 29 november 1864

Forrests cavalerie naderde Spring Hill via de Mount Carmel Road tegen 11.30u. Ze botsten al snel op voorposten van het Noordelijke IV Corps. Stanley was snel opgerukt en had stellingen ingenomen aan drie zijden van Spring Hill. Ten noordwesten van Spring Hill stond de brigade van kolonel Emerson Opdycke opgesteld die de bagagetrein van 800 karren beschermden. Ten oosten daarvan stond kolonel John Q. Lanes brigade en in zuidoostelijke richting stond de brigade van kolonel Luther P. Bradley. Lanes brigade dreef Forrests voorhoede terug. Forrest ontving het bevel van Hood om zijn stellingen tot ieder prijs te behouden tot de infanterie arriveerde. In de loop van de namiddag arriveerde generaal-majoor Patrick R. Cleburnes divisie van Cheathams korps aan Forrests linkerzijde. Forrest trok zijn cavalerie nu terug om zijn munitie aan te vullen en opnieuw de Zuidelijke manoeuvres te dekken.
Het eerste communicatieprobleem vond plaats toen Hood arriveerde op het slagveld. Cheatham had het bevel gegeven aan de divisie van generaal-majoor William B. Bate om de Noordelijke stellingen bij Spring Hill aan te vallen in samenwerking met Cleburne. Kort daarop had Hood zelf een bevel uitgevaardigd voor Bate waarin deze naar de Columbia Pike moest oprukken en doorstoten naar Columbia. Noch Bate, noch Hood deden de moeite om Cheatham hiervan op de hoogte te brengen. Bates soldaten hadden twee uur nodig om de 3000 meter af te leggen naar Columbia Pike. Rond 17.30u botste zijn voorste linie onder leiding van majoor Thomas D. Caswell op een Noordelijke colonne die van linkds kwam. Dit was een divisie onder leiding van generaal-majoor Thomas H. Ruger van het XXIII Corps, de voorhoede van Schofields hoofdmacht. Voor de twee divisies konden overgaan tot een formele strijd, kwam een officier van Cheathams staf aangereden naar Bate om het origineel bevel uit te voeren om samen met Cleburne op te rukken. Bate zou nog een rapport naar Cheatham versturen waarin er sprake was van de Noordelijke colonne. Cheatham zag hiervan het belang niet in.
In Columbia raakte Schofield tegen 15.00u ervan overtuigd dat de Zuidelijken hem niet zouden aanvallen. Om 15.30u vertrok hij met twee brigades van Rugers divisie naar Spring Hill. De rest van zijn strijdmacht diende tot het invallen van de duisternis te wachten voor ze zich ook naar Spring Hill begaven. Kort na Schofields vertrek probeerde Lee een aanval uit te voeren. Maar door logistieke problemen ondervond hij te veel vertraging. De laatste Noordelijke eenheid in Columbia onder leiding van brigadegeneraal Jacob Doslon Cox vertrok tegen 22.00u vanuit Columbia naar het noorden.
Cleburnes 3000 soldaten begonnen om 16.00u aan een aanval in echelonformatie tegen Bradleys brigade. Van rechts naar links waren dit de brigades van Mark P. Lowrey, Daniel C. Govan en Hiram B. Granbury. Op de rechterflank kregen ze dekking van Bells cavaleriebrigade. Maar die kon niet veel uitrichten wegens een tekort aan munitie. De bedoeling van Cheathams bevel was dat Cleburne de Noordelijke stellingen bij Spring Hill zou aanvallen. Hoods bedoeling echter was door een aanval op de Columbia Pike road de aankomende eenheden van Schofield te vernietigen. Hood was blijkbaar niet op de hoogte van de Noordelijke stellingen bij Spring Hill. Daarom was een aanval in echelonformatie niet meest aangewezen methode. Lowreys brigade was de eerste die botste met de Noordelijken. Al snel vroeg hij om versterking om het op te nemen tegen de defensieve stelling van de Noordelijken. Cleburne rukte persoonlijk op met Govans brigade om de aanval van Lowrey te ondersteunen. Deze aanval deed de geflankeerde Noordelijken onder Bradley breken en vluchten. Cleburnes brigade zetten de achtervolging in tot ze gestopt werden door het artillerievuur van het IV Corps.
Rond deze tijd had de oude divisie van Cheatham onder leiding van generaal-majoor John C. Brown de Rutherford Creek overgestoken en zich opgesteld om Spring Hill aan te vallen aan Cleburnes rechterflank. Terwijl de duisternis inviel was het geluid van Browns kanonnen het teken voor Cleburnes soldaten om de aanval te hervatten. Brown zou echter nooit aanvallen. Zijn brigadecommandant, brigadegeneraal Otho F. Strahl, rapporteerde dat er voor hem en op zijn rechterflank Noordelijke eenheden aanwezig waren. Normaal zou Forrest voor dekking zorgen, maar die was nergens te bespeuren. Daarom wachtte Brown af tot hij had overlegd met zijn korpsbevelhebber.

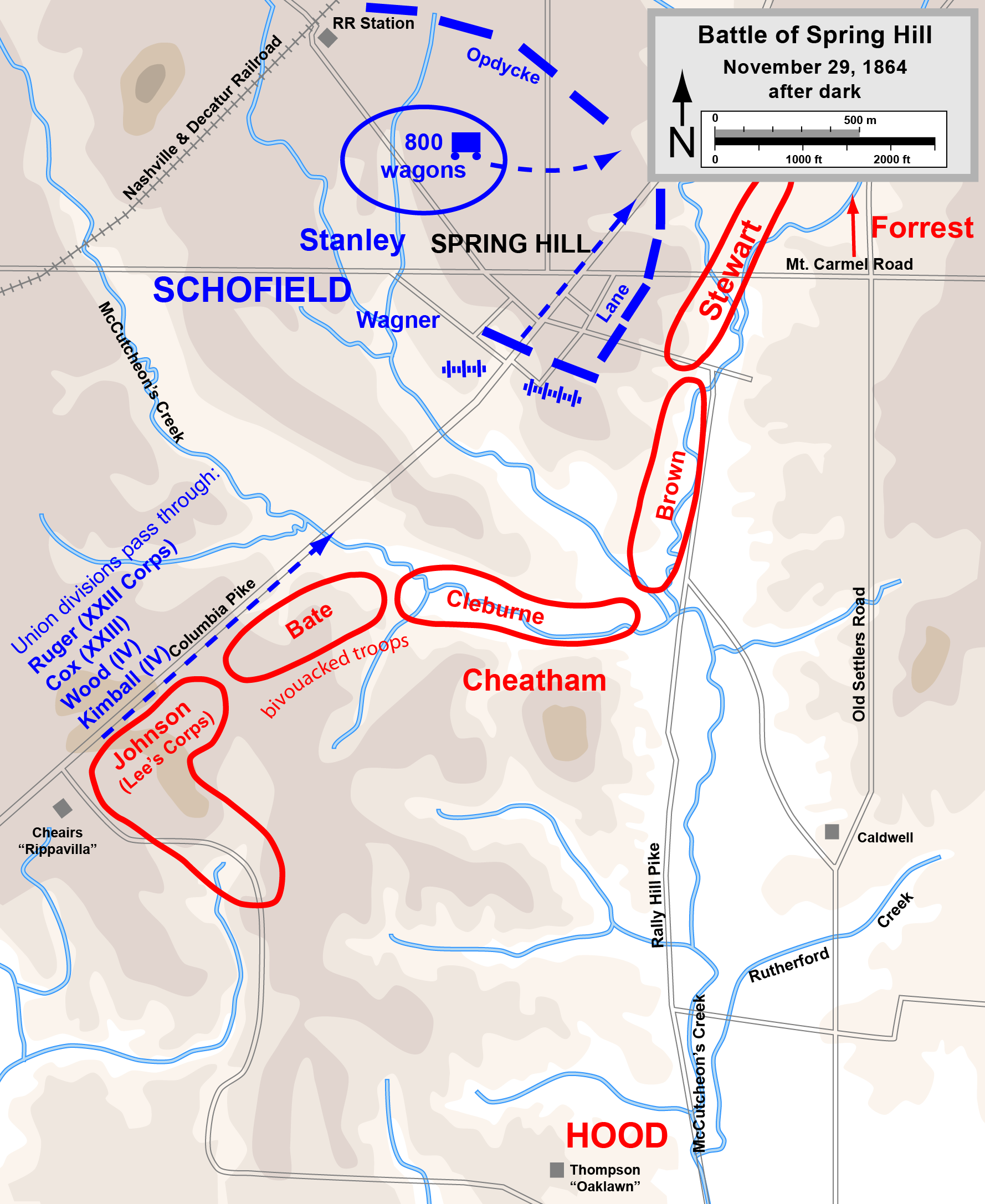
Stellingen rond Spring Hill na het invallen van de duisternis

Ondertussen was Cheatham op zoek naar Bate om het origineel bevel te laten uitvoeren. Brown had twee officieren uit zijn staf naar Cheatham gestuurd om nieuw bevelen af te wachten. Toen Cheatham en Brown uiteindelijk met elkaar overlegden was het 18.15u en was het slagveld reeds in duisternis gehuld. De aanval werd uitgesteld. Cheatham reed toen naar Hood voor overleg. Hood was woest over het feit dat de aanval niet was uitgevoerd zoals hij bevolen had. Cheatham verzocht om versterking om zijn rechterflank zeker te stellen. Hood stuurde een stafofficier eropuit om Stewart te vinden om de rechterflank van Cheatham te versterken. Na een rijkelijke maaltijd ging Hood naar bed in de overtuiging dat alles goed zou komen de volgende dag.
In de late namiddag was Stewarts korps de Rutherford Creek overgestoken en marcheerde daarna in de richting van Spring Hill. Hij had echter de verkeerde afslag genomen. Stewarts korps arriveerde uiteindelijk bij het hoofdkwartier van Forrest. Terwijl Stewart en Forrest overleg pleegden, arriveerde een stafofficier van Cheatham. Hij gaf het bevel door van Hood aan Stewart om naar Cheathams rechterflank te marcheren. Uiteindelijk arriveerde Stewart op de aangewezen plaats. Daar was er blijkbaar onduidelijkheid omtrent de orders waarop Stewart opnieuw naar het hoofdkwartier van Hood ging voor opheldering. Stewart liet weten aan Hood dat zijn manschappen moe waren en dat ze hun tenten hadden opgeslagen. Hood liet Stewarts soldaten waar ze waren. Hij gaf het bevel aan Stewart mee dat ze de volgende ochtend dienden op te rukken naar Franklin.

## Gevolgen
Tijdens de gevechten rond Spring Hill vielen er relatief weinig slachtoffers. De Noordelijken verloren ongeveer 350 soldaten tegenover 500 Zuidelijken. De problemen rond de communicatie zouden echter verstrekkende gevolgen hebben. Schofield kon vrijwel ongehinderd voorbij marcheren van Columbia naar Franklin terwijl de Zuidelijke bevelhebbers sliepen. Toch probeerde de cavaleriebrigade van Lawrence S. Ross de Noordelijke bagagetrein te stoppen ten noorden van Spring Hill, maar de Noordelijke infanterie kon de aanval afslaan.
Tegen 06.00u op 30 november was Schofields leger zonder veel problemen voor Spring Hill geraakt. De voorhoede was reeds in Franklin waar het borstweringen opwierp rond de stad. Toen Hood de volgende morgen ontdekte dat het Noordelijke leger was ontsnapt, gaf hij iedereen de schuld uitgezonderd zichzelf. Hij zette de achtervolging in die in de namiddag zou leidden tot de rampzalige Tweede slag bij Franklin.

## Aanbevolen lectuur
- Jacobson, Eric A., and Richard A. Rupp. For Cause & for Country: A Study of the Affair at Spring Hill and the Battle of Franklin. O'More Publishing, 2007. ISBN 0-9717444-4-0.
- Sword, Wiley. The Confederacy's Last Hurrah: Spring Hill, Franklin, and Nashville. Lawrence: University Press of Kansas, 1993. ISBN 0-7006-0650-5. First published with the title Embrace an Angry Wind in 1992 by HarperCollins.